# Sofja Veliká
Sofja Alexandrovna Veliká (rusky Софья Александровна Великая, Sofja Aleksandrovna Velikaja; * 8. června 1985 Almaty, Sovětský svaz) je ruská sportovní šermířka, která se specializuje na šerm šavlí.
Na olympijských hrách startovala v roce 2008, 2012 a 2016 v soutěži jednotlivkyň a družstev. V soutěži jednotlivkyň získala na olympijských hrách 2012 a 2016 stříbrnou olympijskou medaili. Je dvojnásobnou (2011, 2015) mistryní světa v soutěži jednotlivkyň a čtyřnásobnou (2006, 2008, 2015, 2016) mistryní Evropy v soutěži jednotlivců. S ruským družstvem šavlistek vybojovala na olympijských hrách 2016 zlatou olympijskou medaili a v družstvu vybojovala celkem pět titulů (2004, 2010, 2011, 2012, 2015) mistryně světa a sedm titulů (2003, 2004, 2006, 2012, 2014, 2015, 2016) mistryně Evropy.